# Disques Vogue
Disques Vogue is een Frans platenlabel, in 1947 in Villetaneuse opgericht door Léon Cabat en Charles Delaunay, schrijver, jazz-expert en mede-oprichter van Hot Club de France. De platenfirma richtte zich oorspronkelijk op jazzmuziek, met platen van onder meer Sidney Bechet, Django Reinhardt, Dizzy Gillespie, Lionel Hampton en Erroll Garner. Vanaf het eind van de jaren vijftig ging het label ook popplaten uitbrengen, zowel van Franstalige artiesten als Johnny Hallyday, Jacques Dutronc en Françoise Hardy als, via een samenwerking met het Britse Pye Records Engelse musici, bijvoorbeeld Petula Clark en de Kinks. In Duitsland werden lp's en singles uitgebracht door de 'dochter' Deutsche Vogue, in België door Vogue Belgique. Een en ander leverde de firma grote verkoopsuccessen op, met onder meer een paar nummer één-hits voor Petula Clark, maar bijvoorbeeld ook hits voor ABBA (in België). De catalogus van de onderneming is nu eigendom van Sony BMG.